# Frank Ramsey (cestista)
Frank Vernon Ramsey jr. (Corydon, 13 luglio 1931 – Madisonville, 8 luglio 2018) è stato un cestista e allenatore di pallacanestro statunitense, professionista nella NBA.
Guardia di 192 cm, giocò per tutti i nove anni (1954–1964) della sua carriera NBA con i Boston Celtics ed ebbe un ruolo importante nella prima parte della loro dinastia, vincendo sette anelli. Ramsey fu anche allenatore per i Kentucky Colonels dell'ABA nella stagione 1970-71.

## Carriera

### Università del Kentucky
Ramsey giocò nella pallacanestro collegiale presso l'Università del Kentucky, diretto dal leggendario allenatore Adolph Rupp. Come sophomore aiutò nel 1951 il Kentucky a vincere il campionato NCAA con una vittoria sul Kansas State per 68 a 58.
Nell'autunno del 1952 una frode sportiva che fece scandalo coinvolse tre giocatori del Kentucky (uno dei quali era nel gruppo di Ramsey che nel 1951 fu campione NCAA) e per questo per un periodo di quattro anni il Kentucky fu costretto a dare forfait all'inizio delle eliminatorie. La sospensione della stagione fece sì che la squadra del Kentucky, in effetti, fosse la prima squadra universitaria a subire la "death penality". Se l'NCAA avesse permesso al Kentucky di giocare, i Wildcats, condotti da Ramsey ed un altro futuro protagonista dell'NBA, Cliff Hagan, avrebbero vinto probabilmente il loro quarto titolo NCAA in sei stagioni.
Ramsey si laureò all'Università del Kentucky nel 1953 e, di conseguenza, divenne eleggibile per il Draft NBA. Dopo essere stato selezionato dai Boston Celtics al primo giro, Ramsey rimase al Kentucky per una stagione in più e portò i Wildcats al record perfetto di 25-0 nel 1954. Se i Wildcats non avessero rifiutato un'offerta dell'NCAA, questa squadra, ancora una volta condotta da Ramsey e Hagan, avrebbe vinto probabilmente anche il campionato; finirono la stagione regolare primi classificati dalla Associated Press. A quel tempo le regole NCAA proibivano agli studenti laureati di partecipare ai giochi di fine stagione; Ramsey, Hagan ed un terzo giocatore, Lou Tsioropoulos, erano studenti laureati ed ineleggibili per i giochi di fine stagione. Anche se al Kentucky venne fatta un'offerta dall'NCAA, le regole proibivano ai tre giocatori di partecipare, e il Kentucky scelse di declinare l'invito piuttosto che rischiare di perdere il record di 25 vittorie.
Alla fine della carriera universitaria, Ramsey segnò 1.344 punti e, con la media di 1.038 rimbalzi catturati, fece il record della scuola che solo più tardi sarebbe stato superato da Dan Issel, uno dei suoi futuri giocatori nei Kentucky Colonels.

### I Boston Celtics
Dopo avere giocato la sua stagione da matricola con i Celtics (1954-55), Ramsey trascorse un anno come militare prima di riunirsi alla squadra. Nelle otto stagioni che giocò dopo il servizio militare, fu membro di tutte le squadre che vinsero il titolo NBA (1957, 1959-1964). Ramsey fu uno dei maggiori contribuenti alla realizzazione della dinastia dei Celtics, giocando con il futuro duo da Hall of Fame di Bob Cousy e Bill Sharman e con altri cinque Hall of Famers — Bill Russell, Sam Jones, K.C. Jones, Tom Heinsohn e John Havlicek. Nei suoi 623 incontri NBA Ramsey segnò 8.378 punti, con una media 13,4 punti a partita. Nel 1981 fu inserito nella Basketball Hall of Fame. Il suo numero 23 è stato ritirato dai Boston Celtics. 
La sua migliore stagione a livello di statistiche fu il 1958. Ebbe una media di 16,5 punti e 7,3 rimbalzi a partita. Quella fu anche l'unica stagione dopo il servizio militare nella quale i Celtics non vinsero il campionato dell'NBA; i St. Louis Hawks guidati da Bob Pettit (che tra l'altro avevano tra le loro file Cliff Hagan, ex compagno di squadra di Ramsey al college) sconfissero i Boston nelle finali NBA.

### La breve carriera da allenatore
Ramsey fu anche allenatore nella stagione 1970–71 nell'ABA con i Kentucky Colonels, che furono guidati da due giocatori usciti dai Wildcats - Issel, una matricola, e Louie Dampier. Ramsey venne nominato allenatore per 17 partite in una stagione che ne comprendeva 84 e, sebbene avesse un record di 32-35, Ramsey allenò i Colonels anche nei playoff. I Colonels persero contro gli Utah Stars (allenati da Sharman, ex compagno di Ramsey ai Celtics) nella finale dell'ABA per 4 a 3. Joe Mullaney sostituì Ramsey come allenatore la stagione seguente.

### Il primo sesto uomo dell'NBA
All'allenatore di Ramsey, Red Auerbach, è accreditato spesso il fatto di aver creato il sesto uomo. Nonostante Ramsey fosse uno dei migliori giocatori dei Celtics, si sentiva più a suo agio partendo dalla panchina ed Auerbach lo voleva fresco nei finali di partita importanti. Ramsey fu il primo di una serie di sesti uomini che vinsero molti anelli con i Celtics. Nei campionati successivi i Celtics vinsero anche dopo il ritiro di Ramsey, grazie anche all'apporto di sesti uomini come Havlicek, Paul Silas, Kevin McHale e Bill Walton.

## La perdita personale
Il 15 novembre 2005, la casa di Ramsey fu distrutta in un tornado che colpì la sua residenza a Madisonville, nel Kentucky. Una delle sue targhe fu trovata a parecchie miglia dalla sua abitazione, e Ramsey stesso fu trovato incolume.

## Palmarès

### Giocatore
- Campione NCAA (1951)
- 2 volte NCAA AP All-America Second Team (1952, 1954)
- NCAA AP All-America Third Team (1951)
- Campionato NBA: 7

Boston Celtics: 1957, 1959, 1960, 1961, 1962, 1963, 1964